# Podoplea
Super-ordre
Les Podoplea sont un super-ordre de crustacés copépodes.

## Liste des ordres
Selon ITIS (14 avril 2016) et World Register of Marine Species (14 avril 2016) :
- ordre Cyclopoida Burmeister, 1834
- ordre Gelyelloida Huys, 1988
- ordre Harpacticoida G. O. Sars, 1903
- ordre Misophrioida Gurney, 1933
- ordre Monstrilloida Sars, 1901
- ordre Mormonilloida Boxshall, 1979
- ordre Poecilostomatoida Thorell, 1859
- ordre Siphonostomatoida Thorell, 1859

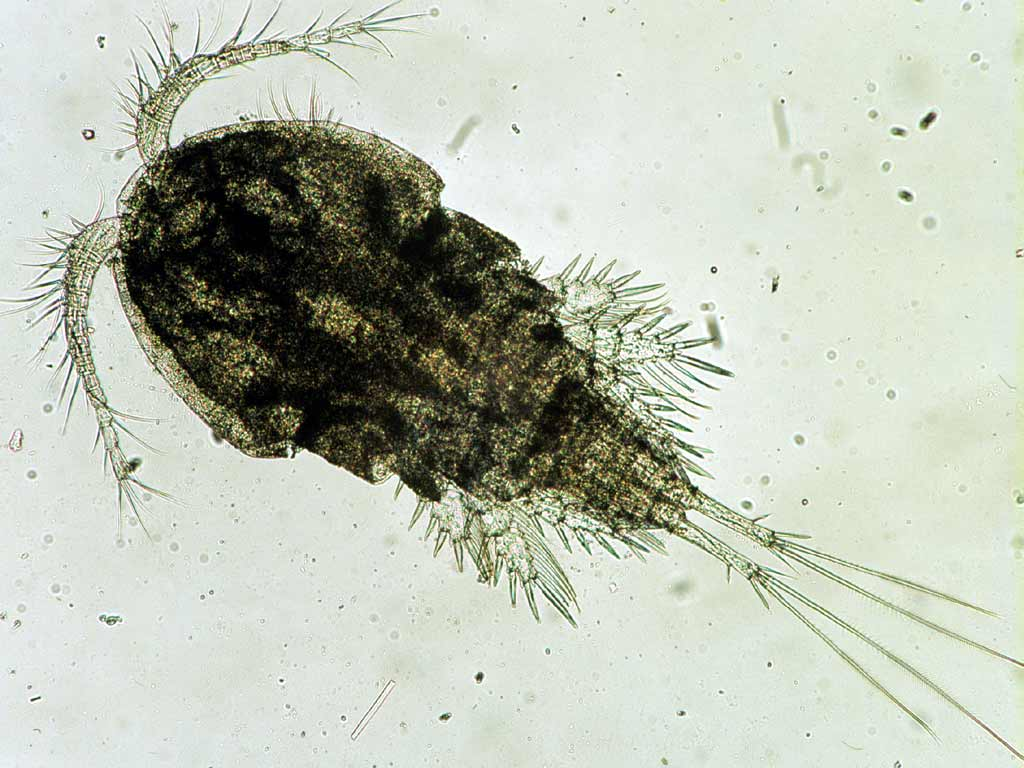
Cyclops sp. (Cyclopoida)
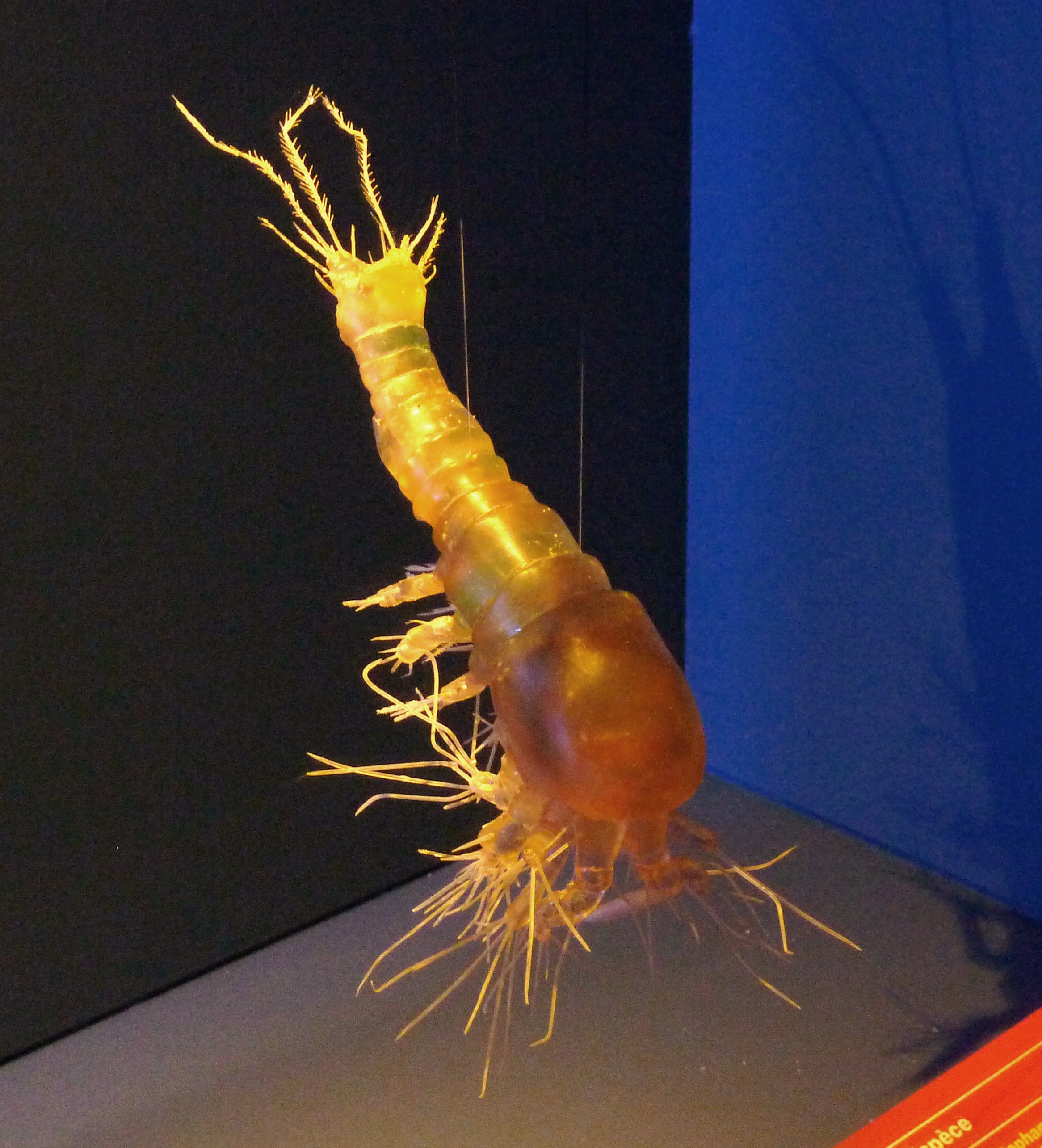
Modèle agrandi de Gelyella monardi (Gelyelloida)
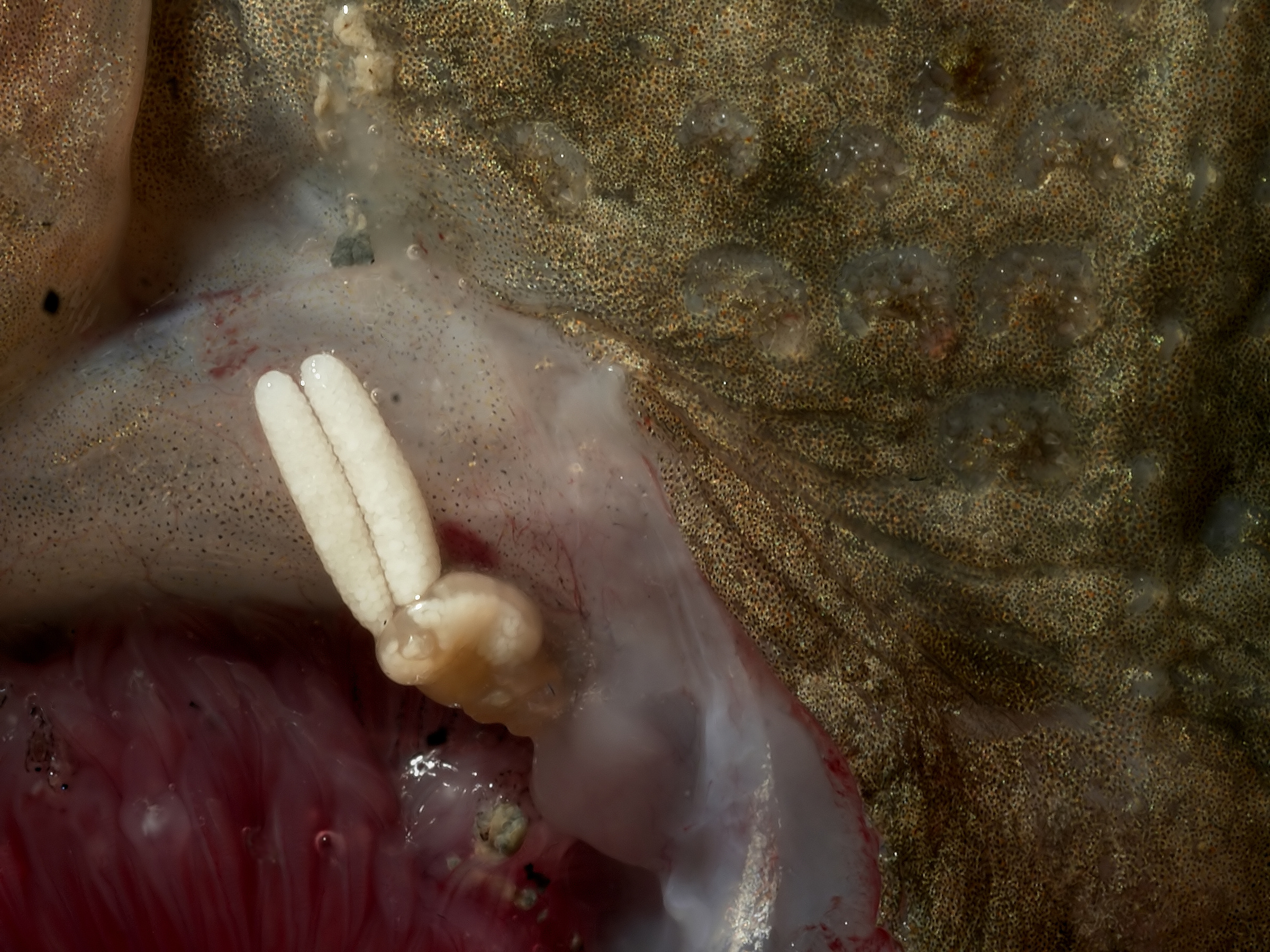
Acanthochondria cornuta (Poecilostomatoida) parasitant un poisson